# سیسی تای شوگون
سی‌سی تای شوگون یا سی سی شوگون (به ژاپنی: 征西大将軍 せいせいたいしょうぐん) یکی از القاب شوگون است که در گذشته در چین و ژاپن استفاده می‌شد.
در مورد عناوین شوگون که در داخل و خارج از چین توسط سلسله سونگ از سلسله جنوبی چین اعطا می شد، ژنرال های سیسی دارای رتبه 3 عنوان و ژنرال های بزرگ سیسی دارای رتبه 2 عنوان بودند.

در مورد سیسی تای شوگون که ژاپن به طور مستقل در داخل کشور اعطا کرد، سیسی تای شوگون ژنرالی بود که توسط امپراتور ژاپن (دربار امپراتوری) برای آرام کردن مناطق کیوشو و شیکوکو در دوره نارا و دوره هی‌آن منصوب شد.